# 烏材林
烏材林，又稱烏林，是臺灣高雄市仁武區的一個傳統地域名稱，位於該區東部，北鄰仁福里，南連鳥松區夢裡里、仁武區灣區內里、考潭里，西臨文武里，東接大樹區三和、龍目里與小坪里，面積約4.3平方公里，人口約4,700人。相較於今日行政區，其範圍大致包括烏林里東半部及西半部的東側中央地帶、仁福里南部東側凸出部分。
本地區境內主要聚落為烏材林，設有烏林國小。

## 歷史
相傳烏材林一名源自明朝嘉靖年間，當時居住於柴山壽山的平埔族群為逃避海寇林道乾的追殺，遷徙至阿猴林（即今土地公崎一帶）。因該地丘陵遍佈烏黑色的林木，因此取名「烏材林」。根據《高雄縣誌》記載，鄭成功來台前，該地原為平埔族群的聚居地。隨著明鄭時期漢人移墾，仁武設有軍營（即今仁武營區），林姓、王姓家族陸續遷入，部分平埔族人則遷往台南或屏東（阿猴）。
台灣日治初期，烏材林地區為一街庄，稱為「烏材林庄」（舊制街庄），隸屬於觀音下里。該庄昔日北與前埔厝庄為鄰，東與大樹腳庄為鄰，南邊為小坪頂庄、十九灣庄、考潭庄、蛇仔形庄，西邊為新庄、仁武庄。
1901年（日治明治三十四年）11月11日，全台廢縣廳改設二十廳，該庄隸屬於鳳山廳。1904年（明治三十七年）5月3日，該庄編入「考潭區」，隸屬於鳳山廳。1909年（明治四十二年）10月25日，全台合併二十廳為十二廳，考潭區改隸屬於臺南廳。1920年（大正九年）10月1日，全台地方制度大改正，廢十二廳改設五州二廳，該庄改制為「烏材林」大字，隸屬於高雄州高雄郡仁武庄（新制街庄）。1924年（大正十三年）12月25日，高雄郡廢郡，仁武庄改隸屬於鳳山郡。
戰後仁武庄改制為仁武鄉，隸屬於高雄縣，大字亦改制為村。1950年（民國39年）10月1日，高、屏分治，仁武鄉仍隸屬於高雄縣。1951年（民國40年）8月，仁武鄉拆分出大社鄉，本地區仍隸屬於仁武鄉。2010年（民國99年）12月25日，高雄縣、市合併為直轄高雄市，仁武鄉改制為仁武區，村亦改制為里。

## 聚落
本地區發展較早的聚落為烏材林，在日治初期的官方地圖上已有記載。

## 交通
市道186號是維新至大樹的道路，經過本地區的烏材林聚落。由該道路西行可前往大社區、燕巢區、岡山區、永安區東南部等地；東行可前往大樹區，並止於檨子腳地區的省道台29線路口。
區道高52-1線是竹仔門至烏材林的道路，其東側端點（終點）位於本地區中部略偏東北的市道186號路口。
區道高54線是烏材林至小坪頂的道路，其西側端點（起點）位於本地區東部的市道186號路口。
區道高55線是烏材林至新大港（實際終點在仁武區、三民區區界）的道路，其北側端點（起點）位於本地區西南部、烏材林聚落的市道186號路口。

## 產業
烏材林地質適合製磚，曾是南臺灣紅磚的主要生產地，全盛時期磚廠超過 20 間。

## 信仰
1960 年代，台南後壁寮居民因來烏材林工作，帶回軍公廟王爺令旗參拜，因神威顯赫而建廟，名為「三清府」。每年神明誕辰，烏林的三座廟宇均會共同參與祝壽。

## 學校
- 烏林國小